# ザ・エージェンシー
『ザ・エージェンシー』（原題：The Agency）は、ジョージ・クルーニーとグラント・ヘスロヴが製作したParamount+とShowtimeのアメリカのスパイスリラーテレビシリーズ。2024年11月29日に初公開された。エリック・ロシャンが制作したフランスのドラマシリーズ『Le Bureau des légendes』（英語版タイトル『The Bureau』）のリメイクである。
2024年12月、第2シーズンに更新された。
日本では、2025年2月21日よりParamount+で配信されている。

## あらすじ
物語は、アメリカ中央情報局（CIA）のベテラン潜入諜報員であるマーシャン（演：マイケル・ファスベンダー）を中心に展開する。長年にわたる危険なアフリカでの潜入任務を終えたマーシャンは、突然CIAロンドン支局への異動を命じられる。
ロンドンでの新たな生活に順応しようとする中、マーシャンは過去の任務で関係を持った元恋人のサミア（演：ジョディ・ターナー＝スミス）と思いがけず再会する。この再会は、彼のプロフェッショナルな世界と個人的な感情との境界線を曖昧にしていく。
マーシャンは、諜報員としての厳しい現実、秘密の過去、そして国際的な陰謀と対峙しながら、自身のアイデンティティ、忠誠心、そして人間関係の間で複雑な葛藤に直面する。本シリーズは、スパイ活動に伴う心理的な代償や、嘘と秘密が支配する世界での人間関係の複雑さを探求する。
主要キャストには、マーシャン役のファスベンダー、サミア役のターナー＝スミスのほか、ジェフリー・ライト、リチャード・ギア、キャサリン・ウォーターストンなどが名を連ねる。

## キャスト
※括弧内は日本語吹替。
ブランドン・コルビー
演 - マイケル・ファスベンダー（内田夕夜）
CIA上級ケースオフィサー。コードネームはマーシャン。
ヘンリー・オグルトリー
演 - ジェフリー・ライト（辻親八）
CIAロンドン支局副局長。
サミア・ファティマ・"サミ"・ザヒル
演 - ジョディ・ターナー＝スミス（種市桃子）
スーダンの社会人類学者。
ジェームズ・ブラッドリー
演 - リチャード・ギア（安原義人）
CIAロンドン支局長。
オーウェン・テイラー
演 - ジョン・マガロ（安齋龍太）
コヨーテのCIA担当官。
ナオミ
演 - キャサリン・ウォーターストン（斉藤梨絵）
ダニーのCIA担当官。
ダニー・ルイス・モラタ
演 - サウラ・ライトフット＝レオン（南澤まお）
新人CIAフィールドオフィサー。
レイチェル・ブレイク
演 - ハリエット・サンソム・ハリス（堀越真己）
CIAの臨床心理学者。
ポピー・カニンガム
演 - インディア・ファウラー（松嶌杏実）
ブランドンの娘。

### リカーリング
ブレア
演 - アンブリーン・ラジア
CIAのケースオフィサー。
レザ・モルタゼヴィ
演 - レザ・ブロジェルディ（大泊貴揮）
イランの地震学教授。
フランク
演 - アレックス・ジェニングス（平林剛）
CIAの上級ケースオフィサー。
アレクセイ・オレホフ
演 - マルチン・ザルゼチニー（武田太一）
ベラルーシのトラック会社経営者兼CIAのエージェント。
サイモン
演 - ビラル・ハスナ（観世智顕）
CIA技術者。
チャーリー・レミー
演 - エドワード・ホルクロフト（江頭宏哉）
占領下のウクライナのデルタフォース。
オスマン
演 - カート・エギアワン（後藤ヒロキ）
スーダン人GIS工作員。
ノヴィコフ
演 - マレク・ヴァシュート（宝亀克寿→石住昭彦）
引退した元KGBの将軍。コードネームはヴァスミノフ。

### ゲスト
ジェームズ・"ジム"・リチャードソン
演 - ヒュー・ボネヴィル（遠藤純一）
MI6の上級職員。
ダラガ
演 - デヴィッド・ヘアウッド（江頭宏哉）
スーダンの役人。
CIA長官
演 - ドミニク・ウェスト（中根徹）

## 製作

### 企画
この企画は、2023年2月にShowtimeから立ち上げられた。エリック・ロシャンが制作、監督、プロデューサーを務めたフランスのスパイドラマ『The Bureau』を基にしており、当初のタイトルは『The Department』だった。
ジョー・ライトが最初の2話を監督し、ジェズ・バターワースとジョン・ヘンリー・バターワースが全10話の脚本を担当した。当初はジョージ・クルーニーが監督する予定だった。

### 配役
制作は2024年6月に開始され、タイトルは『ザ・エージェンシー』に変更された。マイケル・ファスベンダーは製作総指揮を務めた。その後、ジェフリー・ライト、リチャード・ギア、ジョディ・ターナー＝スミス、キャサリン・ウォーターストン、ジョン・マガロがキャストに加わった。

### 撮影
撮影は2024年にロンドンで行われた。同年9月にはエストニアのタリンでも行われた。